# Aleksander Ossendowski
Aleksander Ossendowski (ur. 11 kwietnia 1900 w Petersburgu, zm. 20 kwietnia 1962) – polski lekarz psychiatra, wykładowca Katolickiego Uniwersytetu Lubelskiego i Akademii Medycznej w Lublinie.

## Życiorys
Syn Aleksandra Ossendowskiego (1860–1928), lekarza psychiatry, wieloletniego lekarza kolonii polskiej w Sankt Petersburgu. Studiował medycynę na Uniwersytecie w Poznaniu. Następnie przeniósł się na Uniwersytet Stefana Batorego w Wilnie, gdzie pod kierunkiem Maksymiliana Rosego uzyskał tytuł doktora medycyny. Potem był ordynatorem szpitali psychiatrycznych w Chełmie i Kościanie. Pod koniec wojny otrzymał zadanie organizacji szpitala w Abramowicach, od 1952 w Gorzowie Wielkopolskim, od 1954 w Kłodzku.

## Wybrane prace
- Zbrodnie niemieckie w szpitalu psychiatrycznym w Chełmie Lubelskim. „Polski Tygodnik Lekarski” 1 (19), 1946
- Wpływ alkoholu na zdrowie fizyczne człowieka. Warszawa: Lekarski Instytut Naukowo-Wydawniczy, 1947
- Zbrodnie niemieckie w stosunku do umysłowo chorych w Szpitalu Psychiatrycznym w Chełmie Lubelskim. „Rocznik Psychiatryczny” 37 (1), 1949
- Objaw pyromanii w przebiegu psychopatii. „Przegląd Lekarski” 15/16, 1950
- Zagadnienie ewolucji w symptomatyce schizofrenii. „Przegląd Lekarski” 4, s. 124–127, 1950

## Odznaczenia
- Złoty Krzyż Zasługi (1946)[3]